# Assassination Classroom
Assassination Classroom (яп. 暗殺教室,, Ансацу Кьо:сіцу, букв. «Клас вбивць») — японська науково-фантастична комедійна манґа, написана та проілюстрована Мацуї Юсеєм. Вона розповідає про повсякденне життя надзвичайно могутньої восьминогоподібної істоти, який працює класним керівником середнього класу у школі, а його учні віддано вирішують завдання вбити його, щоб запобігти знищенню Землі. Учні вважаються «невідповідними» у своїй школі та навчаються в окремій будівлі; клас, якому він викладає, називається 3-E. Манґа публікувалася у журналі Weekly Shonen Jump видавництва Shueisha з липня 2012 року по березень 2016 року, розділи якої зібрані у двадцяти одному томі у форматі танкобон.
У Північній Америці Viz Media отримала ліцензію на випуск манґи англійською мовою. А ліцензію на трансляцію аніме-адаптації отримала Funimation. Права на цифрове розповсюдження в Австралії та Новій Зеландії отримала Madman Entertainment. Оригінальна відеоанімація (OVA) студії Brain's Base була показана під час Jump Super Anime Tour з жовтня по листопад 2013 року. За цим послідувала аніме-адаптація студії Lerche, яка транслювалася на Fuji TV та його дочірніх станціях із січня 2015 року по червень 2016. Адаптація у вигляді живого бойовика вийшла в березні 2015 року, а продовження під назвою Assassination Classroom: Graduation вийшло в березні 2016 року.
Станом на вересень 2016 року тираж манґи Assassination Classroom перевищив 25 мільйонів копій. І аніме, і манґа були сприйняті позитивно.

## Сюжет
Сюжет починається з раптового знищення 70% Місяця. Якась восьминогоподібна істота, яка пізніше стане відома як «Коро-сенсей», просить, щоб їй віддали в навчання клас 3E середньої школи Кунуґіґаока (яп. 椚ヶ丘,, Кунуґіґаока,, «Дубовий пагорб»). Коро сказав, що це він пошкодив Місяць, і те ж саме він збирається зробити з Землею через рік, якщо ніхто з цього класу його не переможе. Ця могутня істота несприйнятлива до звичайної зброї, здатна розганятися та літати зі швидкістю до 20 Махів, і уряд виявляється нездатним його вбити. Клас 3Е віддають за умови, що Коро не завдасть учням шкоди, а учням дозволено намагатися вбити цю істоту.
Класу 3Е в школі відведена роль ізгоїв, інші учні та вчителі піддають його цькуванню. У клас 3Е відправляють учнів, що відстають, і хуліганів з інших класів. Ця система впроваджена директором школи Кунуґіґаока, мета системи — змусити інших учнів вчитися на добре під страхом переведення клас 3Е.
Коро встановлює у класі дружню атмосферу, займається індивідуально з кожним учнем і допомагає їм позбутися комплексів та невпевненості у собі. В результаті учні класу 3Е здають контрольні на відмінно. Паралельно представник уряду Карасума (влаштований до класу вчителем фізичної культури) готує з учнів професійних убивць. Учні періодично намагаються вбити Коро, накопичуючи досвід під час невдалих спроб. Через недостатній прогрес учнів фізрука замінюють новим (Такаока-сенсей). Такаока намагається змусити дітей виконувати найважчі тренування, під час яких найслабші загинуть, але найсильніші стануть здатними знищити Коро. Учні дають відсіч, і Такаоку прибирають зі школи.
До кінця першого сезону клас 3Е готує потужний план знищення Коро, під час реалізації якого майже вбивають Коро. Коро виживає завдяки використанню раніше не афішованої здатності стиснутися в невразливу кульку розміром з диню, але трансформуватися в звичну форму вона зможе лише через 24 години. Як пізніше виявилося, скривджений Такаока спостерігав за класом 3Е і Коро, намагаючи помститися. Він трохи раніше за допомогою підручних увів вірус деяким учням і тепер вимагає передати йому безпорадного Коро в обмін на вакцину. Але учні класу, що залишилися на ногах, перемагають Такаоку.
Також у ході першого сезону кілька разів показується «брат» Коро з «наставником» з невідомої організації, який має здібності Коро, але зовні виглядає як людина. «Брат» під керівництвом наставника намагається вбити Коро, але йому не вистачає досвіду, і він провалюється.
Пізніше з'ясовується, що Коро створено на Землі. Досліди проводив шалений учений Янаґісава Котаро (той самий «наставник») над кілером екстра класу на ім'я Сінігамі, який у результаті перетворився на Коро і знайшов суперсили. На Місяці також була база, на якій проводилися досліди як над Коро, лише на мишах. У ході досвіду миша вибухнула, пошкодивши Місяць. Вчені зрозуміли, що Коро також вибухне і рознесе Землю — термін, що залишився, — той самий рік, про який говорив Коро класу 3Е. Співробітниця лабораторії Аґурі (вона вчила клас 3Е до Коро) сказала про це Коро і він втік. У ході втечі Аґурі гине та просить вивчати клас 3Е.
Дізнавшись правду, учні (після бійки двох половин класу) вирішують знайти засіб від вибуху Коро та не вбивати його. Але уряд розробив грандіозний план (із застосуванням величезної орбітальної гармати) щодо знищення Коро, який почав виконувати. Навколо школи створили бар'єр, непереборний Коро. Учні встали на захист Коро і нейтралізували спецназ, що підбирався. У ході виконання плану з'явився Янаґісава з новим піддослідним. В результаті бою Янаґісаву та піддослідного знищено. Орбітальна гармата готується завдати нового удару, втекти Коро не може (бар'єр) і учні вбивають його.

## Публікація
Assassination Classroom, написана та проілюстрована Мацуї Юсеєм, публікувалася у журналі Weekly Shōnen Jump видавництва сьонен-манґи Shueisha з 2 липня 2012 по 16 березня 2016. Shueisha зібрала 180 глав в двадцяти одному томі у форматі танкобон, випущених 2 листопада 2012 року та 4 липня 2016 року. Версія VOMIC (voiced comic, «озвучений комікс»), з доданими голосовими кліпами до сторінок манґи, була представлена на вар'єте Sakiyomi Jan Bang! з січня по червень 2013 р. У Північній Америці манґа публікувалася англійською мовою компанією Viz Media. Двадцять один том був випущений між 2 груднем 2014 року і 3 квітнем 2018 року.
Додаткова манґа під назвою Koro Sensei Quest, написана та проілюстрована Ватанабе Кідзуку та Аото Дзьо, публікувалася в журналі Shueisha Saikyo Jump з 2 жовтня 2015 року по 4 жовтня 2019 року.

## Медіа

### Аніме
Оригінальна відеоанімація, заснована на манзі, була створена компанією Brain's Base для Jump Super Anime Tour і показана в 5 містах Японії з 6 жовтня по 24 листопада 2013 року. Вона йшла в комплекті з сьомим томом манґи, який вийшов 27 грудня 2013 року. Телевізійний аніме-серіал, заснований на манзі, почав транслюватися на Fuji TV 9 січня 2015 року та складався з 22 епізодів. Розробкою займалася студія Lerche, режисером виступив Кісі Сейдзі, дизайнером персонажіа — Моріта Кадзукі, а Уедзу Макото — головним сценаристом. Ще одна OVA була включена у перший  BD/DVD, випущений 27 березня 2015 року, після показу на Jump Special Anime Fest у листопаді 2014 року. У Північній Америці аніме було ліцензовано компанією Funimation, яка спочатку транслювала його під час трансляції, а згодом, 18 лютого 2015 року розпочато трансляцію дубльованої версії. Після придбання Sony компанією Crunchyroll трансляція аніме була перенесена на Crunchyroll. Перша та друга початкові теми — «Seishun Satsubatsu-ron» та «Jiriki Hongan Revolution» виконує 3-nen E-gumi Utatan, група з 5 осіб, що складається з сейю персонажів аніме Сіоти Наґіси (Футіґамі Май), Акабане Карми (Окамото Нобухіко), Каяно Каеде (Судзакі Ая), Ісоґая Юми (Осака Рьота) і Маехари Хірото (Асанума Сінтаро). Обидві пісні були випущені як сингли 18 лютого та 27 травня відповідно. Завершальною темою є «Hello, shooting star» від Moumoon.
Другий сезон аніме почав транслюватися 7 січня 2016 року і складався з 25 епізодів. Третя та четверта початкові теми, «QUESTION» та «Bye Bye YESTERDAY» від 3-nen E-gumi Utatan, є синглами, випущеними 24 лютого та 25 травня відповідно. Другу та третю завершальні теми, «Kaketa Tsuki» і «Mata kimi ni aeru hi», виконує Міявакі Сіон. Компанія Anime Limited ліцензувала обидва сезони у Великій Британії.
30 червня 2016 року було анонсовано два аніме-фільми: Assassination Classroom the Movie: 365 Days і Koro Sensei Quest!. Обидва вийшли в ефір 19 листопада 2016 року.
Програмний блок Toonami від Adult Swim почав транслювати аніме з англійським дубляжем від Funimation, починаючи з 30 серпня 2020 року.

#### Сингли
| Назва                      | Рік  | Найвища позиція в чартах | Альбом            |
| Назва                      | Рік  | JPN                      | Альбом            |
| -------------------------- | ---- | ------------------------ | ----------------- |
| «Seishun Satsubatsuron»    | 2015 | 26                       | Сингл без альбому |
| «Jiriki Hongan Revolution» | 2015 | 37                       | Сингл без альбому |
| «Question»                 | 2016 | 46                       | Сингл без альбому |
| «Bye Bye Yesterday»        | 2016 | 49                       | Сингл без альбому |

### Фільми
Перший фільм з живими акторами вийшов у Японії 21 березня 2015 року. Він посів перше місце в японському прокаті, зібравши 3,42 мільйона доларів, і станом на 5 квітня 2015 року зібрав понад 20 мільйонів доларів. Це був десятий найкасовіший японський фільм у японському прокаті у 2015 році з 2,77 мільярдами єн (23 мільйони доларів США) зборів. Другий фільм під назвою Assassination Classroom: Graduation вийшов 25 березня 2016 року.

### Ігри
Відеогра, заснована на манзі, Assassination Classroom: Grand Siege on Koro-sensei, була розроблена Bandai Namco Games і випущена на Nintendo 3DS в Японії 12 березня 2015 року. У січні того ж року Bandai Namco також анонсувала мобільну гру на основі манґи Assassination Classroom під назвою Assassination Classroom: Enclosure Time. Випустили її пізніше того ж року. Продовження гри для 3DS, Assassination Classroom: Assassin Raising Project!!, було випущено компанією Bandai Namco для Nintendo 3DS 24 березня 2016 року виключно в Японії.
Коро-сенсей з’являється як ігровий персонаж у J-Stars Victory VS, спочатку випущеному в Японії для PlayStation 3 і PlayStation Vita 19 березня 2014 року, згодом, в міжнародній версієї під назвою J-Stars Victory VS+, випущеною для PS3, PS Vita та PlayStation 4 влітку 2015 року.

## Критика

### Манґа

#### Продажі
У травні 2013 року було надруковано понад мільйон копій першого тому, а окремі томи часто з’являлися в списках найбільш продаваної манґи в Японії. Томи 2, 3, 4, 1, 5 і 6 посіли відповідно 26, 32, 36, 37, 41 і 50 місця в списку найбільш продаваних томів манґи 2013 року, що робить Assassination Classroom сьомою найбільш продаваною манґою в Японії 2013 року з загальною кількістю 4 595 820 проданих копій. У вересні 2016 року тираж манґи перевищив 25 мільйонів копій.

#### Популярність
У 2013 році Assassination Classroom зайняв перше місце в рейтингу «Національні комікси, рекомендовані працівниками книжкового магазину» на веб-сайті Honya Club. Вона була номінована на 6-ту премію Манґа Тайсьо. Манґа посіла друге місце в категорії коміксів, орієнтованих на чоловіків, у списку «Книга року» від Media Factory та журналу про манґу Da Vinci. Nippon Shuppan Hanbai визнав Assassination Classroom найкращим твором 2013 року у своїх «Рекомендованих коміксах на вибір клерка країни». Манґа посіла перше місце в Kono Manga ga Sugoi 2014! — рейтингу 20 найпопулярніших манґ для читачів чоловічої статі, проведене компанією Takarajimasha. У лютому 2015 року Asahi Shimbun оголосив, що Assassination Classroom була однією із дев'яти номінантів на дев'ятнадцяту щорічну культурну премію імені Тедзуки Осаму. Манґа була номінована на премію Айснера у категорії «Найкраще видання міжнародного матеріалу в США — Азія» 2016 року. У опитуванні Manga Sosenkyo від TV Asahi 2021, у якому 150 000 людей проголосували за 100 найкращих серій манґи, Assassination Classroom посіла 51 місце.

#### Полеміка
У 2023 році манґу вилучили з американських шкільних бібліотек — наприклад, у Гіффордській середній школі, штат Флорида, та в шкільному окрузі Елмбрук, штат Вісконсін, — через зображення насильства, особливо з використанням зброї, і щодо вчителів. Організація Citizens Defending Freedom, політик Тім Андерсон і один із батьків також оскаржили манґу через начебто «сексуальні зображення неповнолітніх».

### Аніме
У листопаді 2019 року  сайт Polygon назвав Assassination Classroom одним із найкращих аніме 2010-х років.